# Cantonul Châteaubourg
Cantonul Châteaubourg este un canton din arondismentul Fougères-Vitré, departamentul Ille-et-Vilaine, regiunea Bretania, Franța.

## Comune
- Châteaubourg (reședință)
- Domagné
- Louvigné-de-Bais
- Ossé
- Saint-Didier
- Saint-Jean-sur-Vilaine